# Atarba (Atarbodes) hemimelas
Atarba (Atarbodes) hemimelas is een tweevleugelige uit de familie steltmuggen (Limoniidae). De soort komt voor in het Afrotropisch gebied.